# Mount Abel
Mount Abel är ett berg i Kanada.   Det ligger i provinsen British Columbia, i den sydvästra delen av landet, 3 700 km väster om huvudstaden Ottawa. Toppen på Mount Abel är 1 822 meter över havet.
Terrängen runt Mount Abel är huvudsakligen bergig, men åt sydväst är den kuperad. Trakten runt Mount Abel är nära nog obefolkad, med mindre än två invånare per kvadratkilometer.. Närmaste större samhälle är Woss, 19,9 km väster om Mount Abel.
I omgivningarna runt Mount Abel växer i huvudsak barrskog.